# Miguel de Portilla y Esquivel

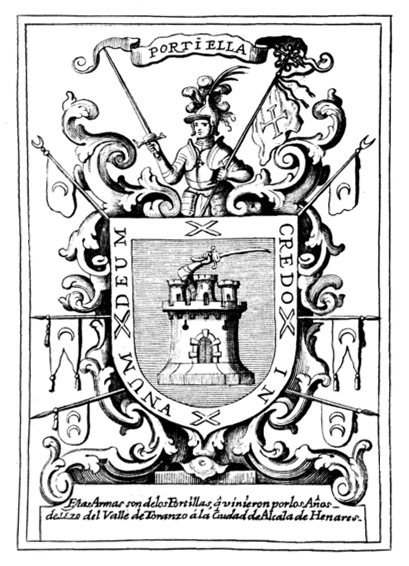
Escudo de armas de la familia Portilla.

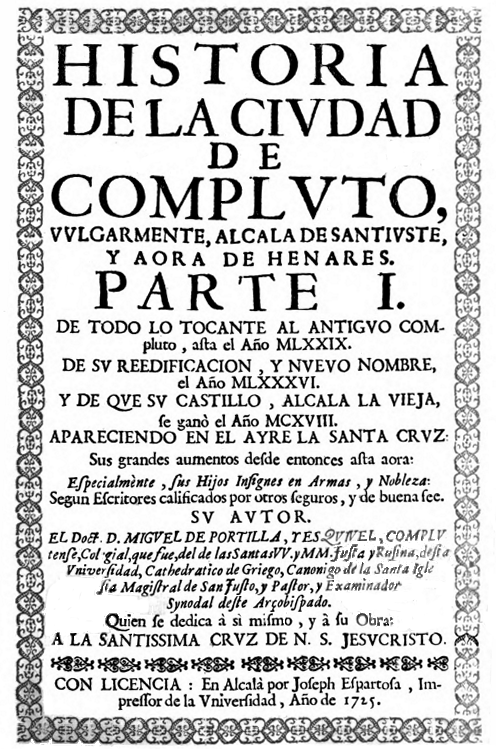
Historia de la ciudad de Compluto (parte I) 1725.

Miguel de Portilla y Esquivel (Alcalá de Henares, mayo de 1660 - Alcalá de Henares, 21 de enero de 1732) fue un historiador español, catedrático y canónigo. 

## Biografía
Nació en Alcalá de Henares en mayo de 1660. Su padre, el alcalaino Baltasar de la Portilla Cierzo, era boticario en la villa y llegó a ser Visitador de farmacias del Arzobispado de Toledo. Su madre, María de Tendilla, era natural de Guadalajara. Miguel fue su segundo hijo. 
En 1679 ingresó en el Colegio de las Santas Justa y Rufina de Alcalá de Henares, doctorándose en teología y posteriormente catedrático de griego en la Universidad de Alcalá. Además fue canónigo de la Magistral de los Santos Niños Justo y Pastor, pastor y examinador sinodal del arzobispado de Toledo.
Falleció en Alcalá de Henares el 21 de enero de 1732.

## Obras
- Vida, virtudes y milagros del glorioso señor S. Francisco de Sales. Obispo y Principe de Ginebra... Tercero de los Mínimos de S. Francisco de Paula. Imprenta de Antonio Roman; 1695.

- Impugnatio propositionum centum et unius eujusdam novatoriz in Gallia. 1718.

- Historia de la Ciudad de Compluto vulgarmente, Alcalá de Santiuste, y aora de Henares (2 tomos divididos en tres partes, 1725-1728), de gran interés como fuente de información histórica sobre Alcalá de Henares.